# Ida Hahn-Hahn

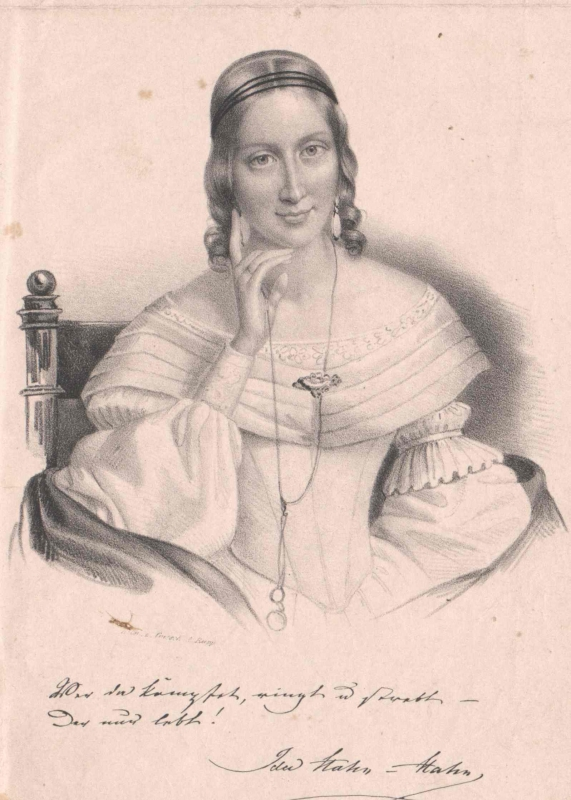
Porträt

Ida Hahn-Hahn oder Ida Gräfin von Hahn, eigentlich Ida Marie Louise Sophie Friederike Gustave Gräfin von Hahn, mitunter fälschlich: von Hahn-Hahn (* 22. Juni 1805 in Tressow; † 12. Januar 1880 in Mainz), war eine deutsche Schriftstellerin, Lyrikerin und Klostergründerin. Sie entstammte dem uradeligen Geschlecht der Hahn. Sie selbst benutzte mit Vorliebe den Doppelnamen „Gräfin Hahn-Hahn“.

## Leben
Ida Gräfin von Hahn (Nr. 367 der Geschlechtszählung) wurde als Tochter des „Theatergrafen“ Karl (Friedrich) Graf von Hahn (-Neuhaus) (1782–1857) und dessen Ehefrau Sophie, geb. von Behr, im Herrenhaus von Tressow, heute ein Ortsteil von Moltzow, in der Mecklenburgischen Schweiz geboren. Sie war die Enkelin des Naturphilosophen und Astronomen Friedrich von Hahn. Nach der Scheidung der Eltern 1809 lebte die Mutter mit ihr und ihren drei jüngeren Geschwistern, darunter als einzigem Bruder Ferdinand von Hahn, in Rostock, Neubrandenburg und Greifswald in dürftigen Verhältnissen, da ihr Vater das riesige Vermögen der Familie innerhalb weniger Jahre verschwendet hatte.

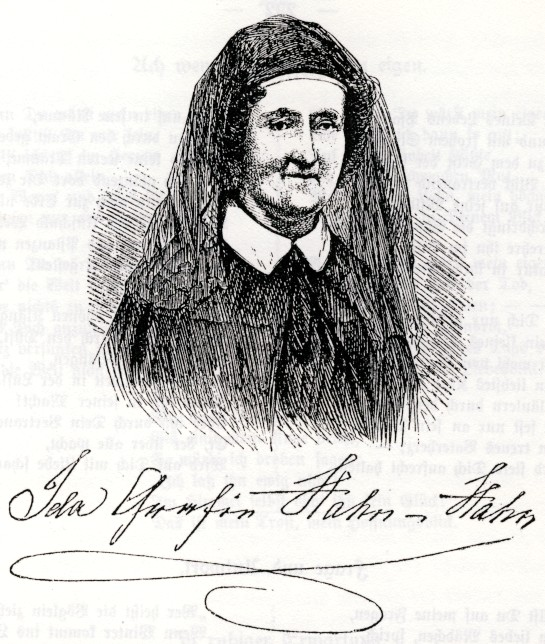
Ida Gräfin Hahn-Hahn, Altersporträt

Im Juli 1826 wurde sie von der Familie aus dynastischen Gründen mit ihrem Cousin, dem später als Pferdezüchter und Rennstallbesitzer bekannt gewordenen Friedrich Wilhelm Adolph von Hahn (1804–1859) auf Schloss Basedow, verheiratet und kam so zu ihrem Doppelnamen. Die Ehe wurde am 5. Februar 1829, einen Monat vor der Geburt ihrer geistig behinderten Tochter Antonie (1829–1856, Nr. 371 der Geschlechtszählung), geschieden.

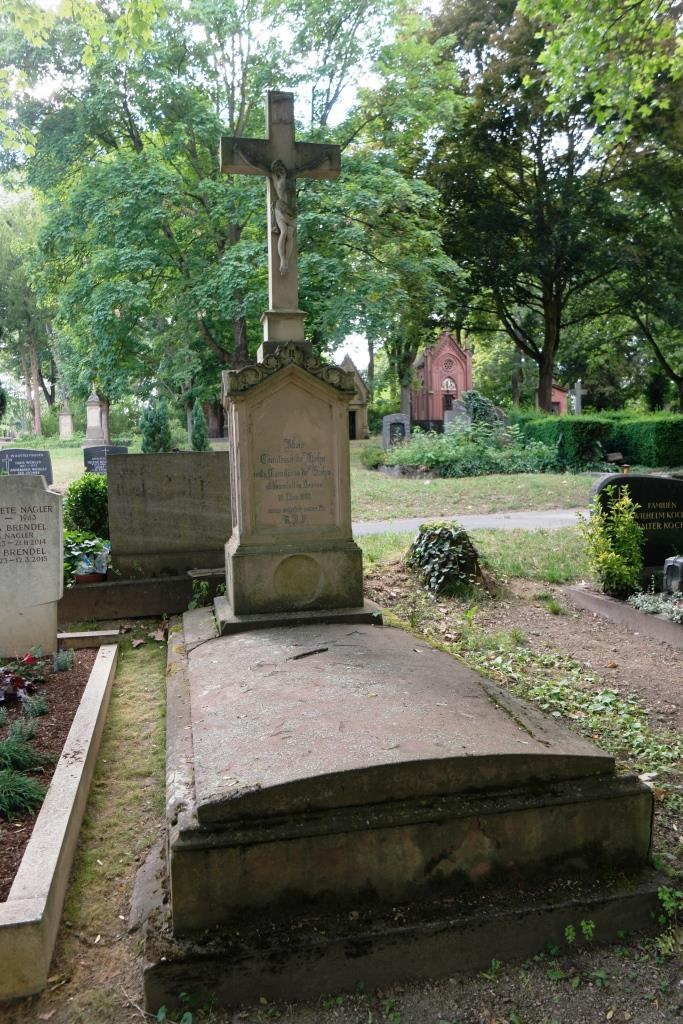
Grab von Ida Gräfin Hahn-Hahn auf dem Hauptfriedhof Mainz

Nach der Scheidung führte sie ein unstetes Wanderleben zwischen Berlin, Dresden, Greifswald, Wien und Gut Neuhaus (Giekau), dem Besitz ihres Bruders Ferdinand (1809–1888). 1836 hatte sie eine kurze Liaison mit dem späteren Reichsregenten von 1849 Heinrich Simon. Mit Adolf Freiherr von Bystram (1792–1849) unternahm sie weite Reisen, die sie nach Frankreich, Italien, England, Schottland, Irland und in den Orient führten. Die immer wieder behauptete Existenz eines Sohnes mit ihrem Lebens- und Reisegefährten, der 1830 geboren und ebenso wie die Tochter aus ihrer Ehe in Pflege gegeben worden sei, lässt sich nicht nachweisen; weder in den mehr als 1000 Briefe umfassenden Briefwechsel, noch an anderer Stelle. In ihrem Buch Jenseits der Berge erwähnt sie vielmehr „mein einziges Kind“ und bekennt erleichtert: „Wol mir, daß ich keinen Sohn habe!“
Nach Bystrams Tod Ende Mai 1849 leitete Ida Hahn-Hahn ihre Konversion zum Katholizismus in die Wege. Enttäuscht und vereinsamt verließ sie Dresden und begann am 1. Januar 1850 von Berlin aus eine intensive Korrespondenz über Glaubensfragen mit dem Fürstbischof von Breslau Melchior von Diepenbrock. Dieser führte sie mit dem Propst von St. Hedwig in Berlin, Wilhelm Emmanuel von Ketteler, zusammen. Danach trat sie am 26. März 1850 zur katholischen Kirche über. Vor Ketteler, der wenig später zum Bischof von Mainz berufen wurde, legte sie in der Berliner St.-Hedwigs-Kathedrale das Glaubensbekenntnis ab und empfing am 28. März die erste Heilige Kommunion. Im September 1850 folgte sie Ketteler nach Mainz und empfing dort am 10. Juni 1851 das Sakrament der Firmung. Vom 6. November 1852 bis Ende Februar 1853 hielt sie sich in Angers/Frankreich im Convent du Bon-Pasteur auf. Im Dezember 1853 eröffnete sie neben der Mainzer Kirche St. Stephan mit Unterstützung von Ketteler das Kloster Vom guten Hirten, in dem sie bis zu ihrem Tode wohnte, ohne dem Orden anzugehören und zur Klausur verpflichtet zu sein. Ihr Grab befindet sich auf dem Mainzer Hauptfriedhof, Feld 14, Reihe 17.

## Werk
Ida Gräfin Hahn-Hahn galt als eine der meistgelesenen Autorinnen ihrer Zeit. Sie erfuhr Anerkennung von Literaten wie Joseph von Eichendorff und Theodor Fontane, aber auch Ablehnung: Ihre manierierte und mit Fremdwörtern gespickte Erzählweise wurde persifliert – so vor allem in dem Roman Diogena ihrer Konkurrentin Fanny Lewald – und ihre elitäre aristokratische Haltung kritisiert. Heute wird sie gern an zeitgeistigen Standards gemessen. Ein mehrmals sich manifestierender offener Rassismus lässt sich beispielsweise in ihren Schilderungen von schwarzen Sklavinnen in den Orientalischen Briefen erkennen. Andererseits steht diesen Ansichten eine immer wieder betonte und angemahnte religiöse Toleranz in Bezug auf „Mohammedaner“ und Juden gegenüber, und es macht sich zumindest der prinzipielle Wille der Autorin bemerkbar, auf die als fremd empfundenen Sitten und Gebräuche des Orients einzugehen.
Die Werke Ida Hahn-Hahns wurden seit 1844 in acht Sprachen übersetzt ins Englische, Französische, Italienische, Niederländische, Polnische, Russische, Schwedische und Ungarische. Insgesamt sind bisher 24 Übersetzer nachgewiesen.

## Werke (in Auswahl)
- Gedichte. 1835. (Digitalisat)
- Neue Gedichte. 1836. (Digitalisat)
- Venezianische Nächte. (Lyrik). 1836. (Digitalisat)
- Lieder und Gedichte. 1837. (Digitalisat)
- Astralion. Eine Arabeske. 1839. (Digitalisat)
- Der Rechte. 1839. (Digitalisat)
- Jenseits der Berge. 1840. (Digitalisate: Band 1, Band 2)
- Erinnerungen aus und an Frankreich. 1842. (Digitalisate: Band 1, Band 2)
- Ferdousi. In: Album der Tiedge-Stiftung. Dresden 1843, S. 3 f.
- Orientalische Briefe. 1844. (Digitalisate: Band 1, Band 2, Band 3)
- Sibylle. Eine Selbstbiographie. 1846. (Digitalisate: Band 1, Band 2)
- Von Babylon nach Jerusalem. 1851. (Digitalisat)
- Aus Jerusalem. 1851. (Digitalisat)
- Unserer lieben Frau. 1851. (Digitalisat)
- Legende der Heiligen. 1854–1856.
- Bilder aus der Geschichte der Kirche. 1856–1866. (Digitalisate: Band 1, Band 2, Band 3, Band 4)
- Wahl und Führung. 1878. (Digitalisate: Band 2)
- Meine Reise in England. 1981.
- Mein Schottland. 2015.

### Romane
- Aus der Gesellschaft. 1838. (Digitalisat)
- Gräfin Faustine. 1841 (Volltext im Projekt Gutenberg)
- Reisebriefe. 2 Bände. 1841. (Digitalisate: Band 1, Band 2)
- Ulrich. 2 Bände. 1841. (Digitalisate: Band 1, Band 2)
- Sigismund Forster. 1843. (Digitalisat)
- Cecil. 1844. (Digitalisate: Band 1, Band 2)
- Zwei Frauen. 1845
  - Volltext auf Wikisource: Band 1, Band 2
  - Digitalisate (PDF): Band 1 (PDF; 12,5 MB), Band 2 (PDF; 13,7 MB)
- Clelia Conti. 1846. (Digitalisat)
- Maria Regina. 1860. (Digitalisate: Band 1, Band 2. Neuauflage 2015, ISBN 978-3-8430-9559-4)
- Doralice. 1861. (Digitalisate: Band 1, Band 2)
- Zwei Schwestern. 1863. (Digitalisate: Band 1, Band 2)
- Peregrin. 1864. (Digitalisate: Band 1, Band 2)
- Eudoxia, die Kaiserin. 1866. (Digitalisate: Band 1, Band 2)
- Die Erbin von Cronenstein. 1868. (Digitalisate: Band 1, Band 2)
- Die Glöcknerstochter. 1871. (Digitalisate: Band 1, Band 2)
- Nirwana. 1875. (Digitalisate: Band 1, Band 2)

### Gedruckte Briefe
- Ludmilla Assing: Briefwechsel und Tagebücher des Fürsten Hermann von Pückler-Muskau. Hamburg 1873, S. 273–346 (Briefwechsel zwischen Pückler und Gräfin Ida Hahn-Hahn). Und: Heinrich Conrad: Frauenbriefe von und an Hermann Fürsten Pückler-Muskau. München & Leipzig 1912, S. 219–303 (Pückler und die Gräfin Ida Hahn-Hahn).
- Alfons Nowack: Briefwechsel des Kardinals Diepenbrock mit Gräfin Ida Hahn-Hahn vor und nach ihrer Konversion. München 1931.
- Helmut Hinkel: Ida Hahn-Hahn. "...ich hätte große Lust mit Ihnen zu zanken ..." Mainzer Briefe an Christoph Moufang. Mainz 2014, ISBN 978-3-943904-60-4.
- Helmut Hinkel: Ida Hahn-Hahn. Königliche Post. Briefwechsel mit Königin Marie von Sachsen, Königin Amalie von Sachsen und Erzherzogin Sophie von Österreich. Mainz 2016, ISBN 978-3-945751-50-3.

## Nachlass
Ida Hahn-Hahns Nachlass umfasst etwa 730 Autographeneinheiten, bestehend aus rund 520 Briefen von ihr und mehr als 180 Briefen an sie sowie Buch- und Gedichtmanuskripten, und liegt seit 2006/2007 im Fritz Reuter Literaturarchiv Hans-Joachim Griephan Berlin, das auch eine Kartei der Briefe von und an Ida Hahn-Hahn führt. Der Bestand enthält Brieffolgen von einzigartiger Fülle zum Leben und Werk, darunter die 1844/1845 geführte Korrespondenz mit Hermann Fürst von Pückler-Muskau, Briefe Melchior von Diepenbrocks, Wilhelm Emmanuel von Kettelers sowie der sächsischen Königinnen Marie und Amalie. Insgesamt sind von Ida Hahn-Hahn in Archiven und Bibliotheken des In- und Auslands mehr als 1400 von ihr geschriebene und an sie gerichtete Briefe nachweisbar.

## Ehrung
Die Stadt Mainz hat 2010 eine Straße im Ortsbezirk Mainz-Hartenberg-Münchfeld als Ida-von-Hahn-Straße benannt. Die Namensgebung hat der Leipziger Lektor und Autor Ralph Zade so kommentiert: „Gut gemeint, aber schlecht gemacht, da sie unter diesem Namen nicht bekannt ist“.
Bekannt ist die Schriftstellerin unter zwei Namensformen. Ihre Bücher, auch die aus ihrer katholischen Zeit in Mainz, veröffentlichte sie unter dem Namen Ida Gräfin Hahn-Hahn. Ihre Briefe unterschrieb sie mit Ida Hahn-Hahn. Die Stadt Mainz hat sich bei der Straßenbenennung offensichtlich an der Taufurkunde orientiert.

### Allgemeine
- Fritz Martini: Ida von Hahn-Hahn. In: Neue Deutsche Biographie (NDB). Band 7, Duncker & Humblot, Berlin 1966, ISBN 3-428-00188-5, S. 498–500 (Digitalisat).
- Richard Moritz Meyer: Hahn-Hahn, Ida Gräfin von. In: Allgemeine Deutsche Biographie (ADB). Band 49, Duncker & Humblot, Leipzig 1904, S. 711–718.
- Katrien van Munster: Die junge Ida Gräfin Hahn-Hahn. Stiasny, Graz 1929. (Digitalisat der Radboud University Nijmegen)
- Erna Ines Schmid-Jürgens: Ida Gräfin Hahn-Hahn. (= Germanische Studien. 144). Nachdr. d. Ausg. Berlin 1933. Kraus, Nendeln/Liechtenstein 1967.
- Bernd Goldmann: Hahn-Hahn, Ida. In: Schleswig-Holsteinisches Biographisches Lexikon. Band 2. Karl Wachholtz Verlag, Neumünster 1971, ISBN 3-529-02642-5, S. 160–163.
- Adolf Töpker: Beziehungen Ida Hahn-Hahns zum Menschentum der deutschen Romantik. Pöppinghaus, Bochum 1937.
- Gerd Lüpke: Ida Gräfin Hahn-Hahn. Das Lebensbild einer mecklenburgischen Biedermeier-Autorin. Giebel, Bremen 1975.
- Renate Möhrmann: Die andere Frau. Emanzipationsansätze deutscher Schriftstellerinnen im Vorfeld der Achtundvierziger-Revolution. Metzler, Stuttgart 1977, ISBN 3-476-00353-1.
- Gert Oberembt: Ida Gräfin Hahn-Hahn. Weltschmerz und Ultramontanismus. Studien zum Unterhaltungsroman im 19. Jahrhundert (= Abhandlungen zur Kunst-, Musik- und Literaturwissenschaft. 302). Bouvier, Bonn 1980, ISBN 3-416-01545-2.
- Gerlinde Maria Geiger: Die befreite Psyche. Emanzipationsansätze im Frühwerk Ida Hahn-Hahns (1838–1848) (= Europäische Hochschulschriften. Reihe 1, Deutsche Sprache und Literatur. 866). Peter Lang, Frankfurt 1986, ISBN 3-8204-8907-X.
- Wulf Wülfing: Reiseberichte im Vormärz: Die Paradigmen Heinrich Heine und Ida Hahn-Hahn. In: Peter J. Brenner (Hrsg.): Der Reisebericht. Die Entwicklung einer Gattung in der deutschen Literatur (= st. 2097). Suhrkamp, Frankfurt 1989, ISBN 3-518-38597-6, S. 333–362.
- Lucie Guntli: Goethezeit und Katholizismus im Werk Ida Hahn-Hahns. Ein Beitrag zur Geistesgeschichte des 19. Jahrhunderts (= Deutsche Hochschulschriften. Alte Reihe. 6; Universitas-Archiv, Literaturhistorische Abteilung. 7). Hänsel-Hohenhausen, Egelsbach u. a. 1992, ISBN 3-89349-043-4.
- Christiane Schulzki-Haddouti: Identität und Wahrnehmung bei Ida von Hahn-Hahn und Ida Pfeiffer anhand ihrer Orientberichte. Diplomarbeit. Universität Hildesheim, 1995. (Digitalisat; PDF; 716 kB)
- Shubhangi Dabak: Images of the Orient in the travel writings of Ida Pfeiffer and Ida Hahn-Hahn. Univ. Diss. East Lansing MI, 1999
- Carola Hilmes: Skandalgeschichten. Aspekte einer Frauenliteraturgeschichte. Helmer, Königstein im Taunus 2004, ISBN 3-89741-154-7.
- Herlinde Cayzer: Feminist Awakening: Ida von Hahn-Hahn’s „Gräfin Faustine“ and Luise Mühlbach’s „Aphra Behn“. Univ. Diss. Univ. of Queensland, Brisbane 2007. (Digitalisat; PDF; 2,1 MB)
- Beate Borowka-Clausberg: Unterwegs zum Orient. Ida Gräfin Hahn-Hahns Schlesienfahrt 1843. Ein Reisebericht. Bergstadtverlag Gottlieb Korn, Würzburg 2007.
- Beate Borowka-Clausberg: „Ich reise um zu leben.“ Ida Gräfin Hahn-Hahns literarisierte Lebensfahrt mit Kalesche und Eisenbahn. In: Christina Ujma (Hrsg.): Wege in die Moderne. Reiseliteratur von Schriftstellerinnen und Schriftstellern des Vormärz. Bielefeld 2009, ISBN 978-3-89528-728-2, S. 69–79.
- Hahn-Hahn, Ida von. In: Gudrun Wedel: Autobiographien von Frauen. Ein Lexikon. Böhlau, Köln 2010, S. 307–309.
- Sabine Gruber, Ralph Zade: „Von Babylon nach Jerusalem.“ Die Schriftstellerin Ida Hahn-Hahn (1805–1880) (= Mainzer Perspektiven: Aus der Geschichte. Band 6). Bistum Mainz Publikationen, Mainz 2011, ISBN 978-3-934450-52-3.
- Gunnar Müller-Waldeck: Hahn-Hahn, Ida von (1805–1880) Roman- und Reiseschriftstellerin, Lyrikerin. In: Dirk Alvermann, Nils Jörn (Hrsg.): Biographisches Lexikon für Pommern. Bd. 1, Böhlau Verlag, Köln u. a. 2013 (= Veröffentlichungen der Historischen Kommission für Pommern. Reihe V, Band 48,1), ISBN 978-3-412-20936-0, S. 111–113.
- Hans-Joachim Griephan: „... eine unschätzbare Quelle für die Erforschung der Geistesgeschichte des 19. Jahrhunderts“. Handschriften von Ida Gräfin Hahn-Hahn im Fritz Reuter Literaturarchiv, in Bibliotheken, Archiven und Museen. In: Winfried Wilhelmy (Hrsg.): Bibliothecarius Martinianus, Geisteswissenschaftliche Studien im Umfeld der Mainzer Martinus-Bibliothek. Echter Verlag, Würzburg 2018, ISBN 978-3-429-05347-5, S. 371–398.
- Hans-Joachim Griephan: Ida Hahn-Hahn: Briefe, Albumblätter, Gedichte, Manuskripte. Die Handschriftenbestände von Bibliotheken, Archiven und Museen (Stand August 2018). In: Winfried Wilhelmy (Hrsg.): Bibliothecarius Martinianus, Geisteswissenschaftliche Studien im Umfeld der Mainzer Martinus-Bibliothek. Echter Verlag, Würzburg 2018, ISBN 978-3-429-05347-5, S. 387–396.

### Als Briefverfasserin
- Gabriele Dürbeck: Die Gräfin und der Kardinal. Der Briefwechsel Ida Hahn-Hahns mit Kardinal Diepenbrock. In: Rainer Baasner (Hrsg.): Briefkultur im 19. Jahrhundert. Niemeyer, Tübingen 1999, S. 37–54.
- Ulrike Stamm: „Jedes Wort, das Sie sagen, weckt in mir den Gegensatz ganz unwillkürlich“. Der Briefwechsel zwischen Fürst Pückler-Muskau und Ida Gräfin Hahn-Hahn. In: Selma Jahnke, Sylvie Le Moël (Hrsg.): Briefe um 1800. Zur Medialität von Generation. BWV Berliner Wissenschafts-Verlag, Berlin 2015, S. 411–430.
- Urte Stobbe: Adlige Briefschreiber unter sich. In: Jana Kittelmann (Hrsg.): Briefnetzwerke um Hermann von Pückler-Muskau (= Edition Branitz. 11). Thelem, Dresden 2015, ISBN 978-3-945363-06-5, S. 133–148.

### Als Romanfigur
- Ralf Günther: Die Theatergräfin. Roman. List, Berlin 2005, ISBN 3-471-79503-0. (u. a. über ihre Orientreise)